# Іванов Федір Сергійович
Іванов Федір Сергійович (нар. 15 травня 1897 — 19 травня 1973) — радянський військовик. У ході німецько-радянської війни нетривалий час був командувачев 8-ї та пізніше 42-ї армії. З деяких причин у перші роки війни двічі заарештовувався органами НКВС, з 1946 року реабілітований і поновлений у званні. Генерал-лейтенант (з червня 1940).

## Біографія
Народився у 1897 році в с. Руська Мушуга (нині в межах Мензелінського району Татарстану).
В 1916 році був призваний до імператорської армії. У роки Першої світової воював на Південно-Західному фронті в складі 15-го Кавказького стрілецького полку, в званні молодшого унтер-офіцера командував взводом.
У Червоній Армії з березня 1918 року. У роки Громадянської війни воював на Південно-Західному фронті на посаді помічника командира батальйону і на Східному фронті на посаді ад'ютанта батальйону. Пізніше направлений на Симбирскі піхотні командні курси. У 1924 закінчив Київську піхотну школу.
З 1927 року служив начальником штабу стрілецького полку.
В 1931 році закінчив курси «Постріл» та був призначений командиром стрілецького полку. У 1935 році Ф. С. Іванов призначений начальником і комісаром Одеського піхотного училища.
У 1938 висунутий на посаду командувача Вінницькій армійської групи військ КОВО. У 1939 році призначений заступником командувача військами КОВО. Закінчив КУВНАС при Військовій Академії імені Фрунзе і в січні 1941 призначений 2-м заступником командувача військами КОВО.
Німецько-радянську війну застав на посаді заступника командувача військами КОВО. З 30 червня по 27 липня 1941 — командувач 8-ю армією. 4 серпня за вказівкою Головкому Північно-Західного напряму Ворошилова за «бездіяльність і втечу з району бойових дій під приводом своєї хвороби» був заарештований Особливим відділом НКВС Північного фронту. 12 серпня 1941 року Ухвалою Військової ради Північно-Західного напряму кримінальну справу стосовно Ф. С. Іванова було припинено, він був звільнений з-під варти. З 17 серпня по 1 вересня 1941 року — командир 2-ї гвардійської ленінградської дивізії народного ополчення. З 1 по 15 вересня — командувач 42-ю армією Ленінградського фронту.
За «самовільно відданий наказ про відступ 42-ї армії» був знятий з посади командувача армією Жуковим і призначений начальником гарнізону і командувачем військами внутрішньої оборони Ленінграду.
Зарештуваний 22 лютого 1942 року за Постановою управління Особливих відділів НКВС СРСР. За матеріалами Іванов «зізнався в тому, що вів серед свого оточення антирадянську агітацію про те, що неуспіхи Червоної Армії в перші місяці війни були результатом нібито неправильної політики партії і Радянського уряду з питань колективізації сільського господарства. Стверджував, що селяни, що становлять основний контингент Червоної Армії, не зацікавлені в подальшому веденні війни і, будучи позбавлені приватної власності, захищати Радянську владу нібито не хочуть. Крім того, Іванов висловлював антирадянські думки в адресу радянської преси, висловлюючи недовіру в правдивість повідомлень Радянського інформбюро. Визнав також, що, будучи командувачем 8-ю армією Ленінградського фронту, виявив боягузтво і, кинувши армію, біг з фронту».
Постановою слідчого відділу ГУРК «СМЕРШ» НКО СРСР від 8 січня 1946 року Ф. С.Іванов був звільнений з-під варти «згідно спеціальної вказівки», відновлений у військовому званні, із зарахуванням терміну перебування під вартою в строк військової служби.
З 1946 року — слухач Вищих академічних курсів при військовій академії Генерального Штабу ім. Ворошилова, з червня 1947 року — помічник командувача 8-ї механізованої армії Прикарпатського військового округу.
11 липня 1952 року віці 55 років був звільнений в запас.